# Halle, Belgien

Halles vapen.

Halles läge inom provinsen Vlaams-Brabant.

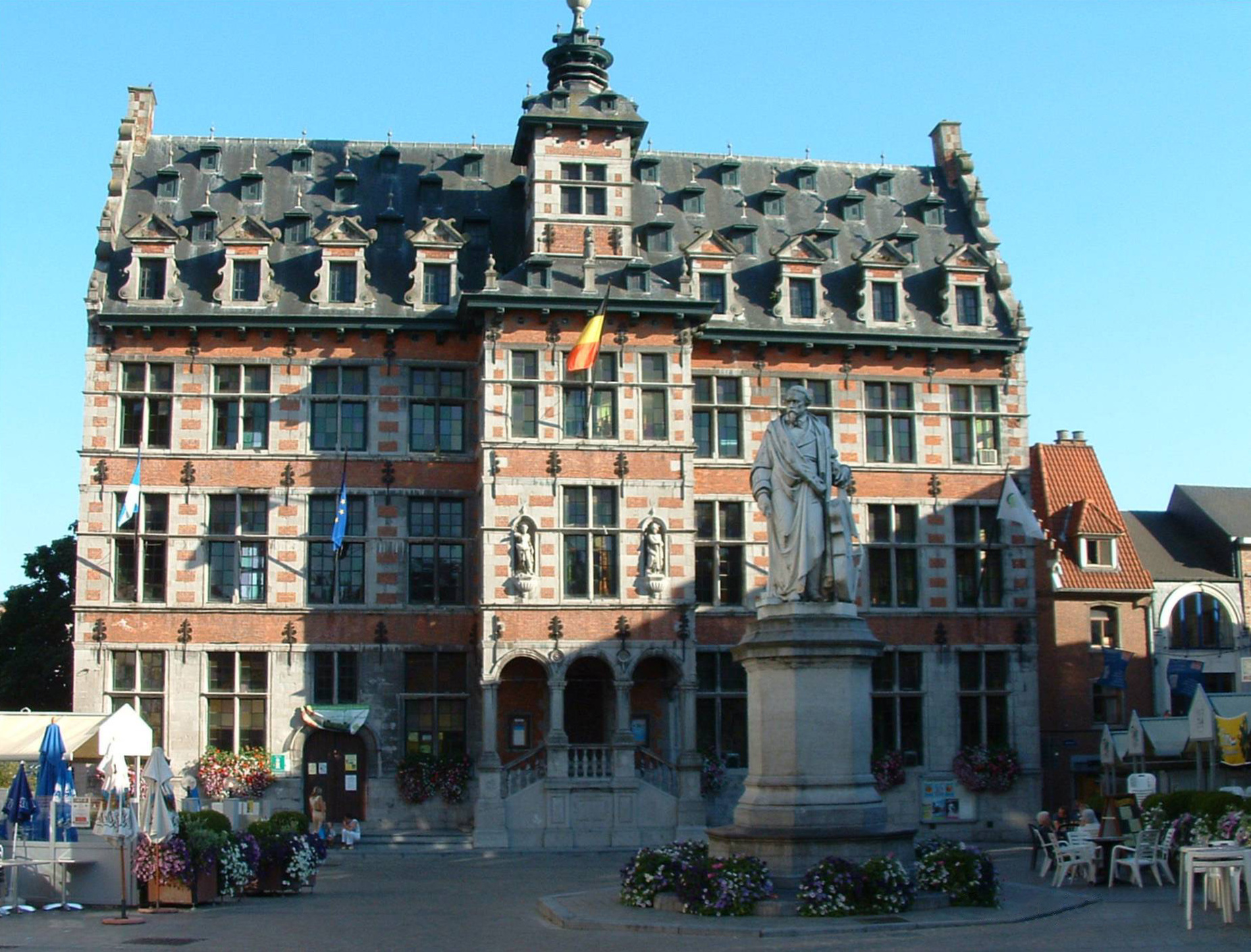
Rådhuset i Halle.

Halle är en stad och kommun i den belgiska provinsen Vlaams-Brabant med ungefär 34 500 invånare. Staden ligger 15 km sydväst om Bryssel. 
Den 15 februari 2010 inträffade en allvarlig tågolycka i Halle mellan två fullsatta passagerartåg när de möttes på samma spår och kolliderade. Omkring 20 personer miste livet och över hundra skadades. Orsaken till olyckan visade sig senare vara att lokföraren i det ena tåget hade kört mot rött ljus när han egentligen skulle ha stannat och lämnat företräde åt det andra tåget.